# Nombre de Grashof
El Nombre de Grashof {\displaystyle (Gr)} és un nombre adimensional en la mecànica de fluids que és proporcional al quocient entre les forces de flotació i les forces viscoses que actuen en un fluid. S'anomena així en honor de l'enginyer alemany Franz Grashof. Es defineix de la forma següent:
{\displaystyle Gr={\frac {g\beta (T_{s}-T_{\infty })L^{3}}{\nu ^{2}}}\,}
On:
- g és l'acceleració de la gravetat.
- β és el coeficient d'expansió tèrmica.
- Ts és la temperatura d'una superfície.
- T∞ és la temperatura ambient.
- L és una longitud característica.
- ν és la viscositat cinemàtica.

El producte del nombre de Grashof i el nombre de Prandtl resulta en el nombre de Rayleigh, un nombre adimensional que s'empra en càlculs de transferència de calor per convecció natural.
Existeix una forma anàloga del nombre de Grashof emprada en convecció natural por transferència de massa.
{\displaystyle Gr_{c}={\frac {g\beta ^{*}(C_{a,s}-C_{a,a})L^{3}}{\nu ^{2}}}}
On:
{\displaystyle \beta ^{*}=-{\frac {1}{\rho }}\left({\frac {\partial \rho }{\partial C_{a}}}\right)_{T,p}}
i
- g és l'acceleració de la gravetat.
- Ca,s és la concentració de l'espècie a en una superfície.
- Ca,a és la concentració de l'espècie a en l'ambient.
- L és una longitud característica.
- ν és la viscositat cinemàtica.
- ρ és la densitat del fluid.
- Ca és la concentració de l'espècie a.
- T significa temperatura constant.
- p significa pressió constant.